# Giovanni Girolamo Gradenigo
Giovanni Girolamo Gradenigo, né à Venise le 19 janvier 1708 et mort à Udine le 30 juin 1786, est un homme d'Église, érudit et écrivain italien.

## Biographie
Giovanni Girolamo Gradenigo naquit à Venise le 19 février 1708 ; il entra fort jeune dans l’ordre des Théatins, où il remplit les premières chaires avec une grande distinction, dans le séminaire de Brescia. La réputation qu’il s’acquit par sa conduite et ses talents, le fit bientôt élire procureur général de son ordre ; et le Sénat de Venise lui conféra, le 27 janvier 1766, le titre d’archevêque d’Udine. Il y mérita l’estime générale, et mourut le 30 juin 1786, à 78 ans. Le comte Gaspard de Sbraglio prononça dans cette occasion une belle oraison funèbre, qui a été imprimée à Udine en 1787 ; et le comte de Belgrado, chanoine de la Cathédrale d'Udine, en récita une autre dans son église, aussi imprimée à Udine en 1786.

## Œuvres
- Ragionamenti intorno alla letteratura greco-italiana, Brescia, 1759, in-8° : il y fait voir que, même dans le Moyen Âge, l’Italie a possédé des hommes qui connaissaient la langue grecque ; ses recherches ne remontent, il est vrai, qu’au 11e siècle, et finissent au quatorzième.
- Brixia sacra, Brescia, 1755, in-4° : il y donne la série des évêques de Brescia, avec des notices sur leur vie.
- Tiara et purpura veneta, ibid., 1761, in-4°: il y donne la vie de cinq papes et de soixante cardinaux vénitiens, et venge la mémoire des pontifes Grégoire XII et Eugène IV contre les attaques de Fr. de Bruys.
- De siclo argenteo Hebræorum, editio altera correctior, Rome, 1766 (lire en ligne).
- Il a aussi pris part à la fameuse controverse littéraire relative aux Cénomans de l’Italie, et il a écrit, dans le journal de Rome de 1752 et de 1755, une lettre sur la belle édition Delle Memorie istorico-critiche dell’antico stato de’ Cenomani, donnée par le marquis della Sambuca. Cette lettre est aussi réimprimée dans la Storia letteraria d’Italia, t. 9.
- Avant cette époque il s’était jeté dans la polémique théologique, et il prit la défense de son confrère le père Antonino Diana, dans un écrit intitulé Lettera istorica critica d’un sacerdote sopra tre punti concernenti la questione del probabilismo e probabiliorismo, Brescia, 1750, in-4°.
- Il combattit avec violence Casimir Oudin, qui, dans ses commentaires sur les écrivains et sur les ouvrages ecclésiastiques, avait insulté la mémoire de Grégoire le Grand et dénigré ses écrits. L’ouvrage de Gradenigo est intitulé S. Gregorius M. Pontifex maximus a criminationibus Casimiri Oudini vindicatus, Rome, 1755; réimprimé dans le tome 16 de l’édition de Venise des œuvres de St-Grégoire.
- Les Cure pastorali di Gio. Girolamo Gradenigo, Udine, 1756, 2 vol. in-fol., contiennent ses homélies, ses sermons, en italien et en latin ; tous ont l’empreinte de l’éloquence grave qui convient si bien à un évêque ; ses décisions, ses circulaires qui remplissent le second volume, prouvent ses talents pour l’administration.